# Atletica leggera ai Giochi della XXVII Olimpiade - Maratona femminile

Video della gara

La maratona ha fatto parte del programma di atletica leggera femminile ai Giochi della XXVII Olimpiade. La competizione si è svolta il 24 settembre 2000 nella città di Sydney, con arrivo nello Stadio olimpico.

## Presenze ed assenze delle campionesse in carica
| Competizione      | Atleta          | Prestazione | Sydney 2000 |
| ----------------- | --------------- | ----------- | ----------- |
| Olimpiadi 1996    | Fatuma Roba     | 2h26'05”    | Presente    |
| Commonwealth 1998 | Heather Turland | 2h41'24”    | Non selez.  |
| Europei 1998      | Manuela Machado | 2h27'10”    | Presente    |
| Asiatici 1998     | Naoko Takahashi | 2h21'47”    | Presente    |
| Panamericani 1999 | Erika Olivera   | 2h37'41”    | Presente    |
| Africani 1999     | Hiywot Gizwa    | 2h45'38”    | Non selez.  |
| Mondiali 1999     | Jong Song-ok    | 2h26'59”    | Presente    |

## Finale
Domenica 24 settembre, partenza ore 9:00.
A metà percorso è in testa un gruppetto di tre atlete: le giapponesi Takahashi e Ichihashi e la rumena Lidia Șimon. Il passaggio è di 1h11'45". Quarta è Adriana Fernandez, che però dopo il 25º km perde terreno (concluderà 16ª). Poco dopo la Fernandez si stacca anche la Ichihashi.
Al 30° Takahashi e Simon passano, sempre in testa, in 1h41'39". Risale la keniota Chepchumba, che si insedia al terzo posto.

Poco dopo si decide il duello per il primo posto: la Takahashi stacca la Simon di 28 secondi ed entra da sola nello stadio.

Nonostante la durezza del percorso, le prime tre atlete battono il record olimpico di 2h24'52".

Tegla Loroupe, una delle favorite alla vigilia, non è mai stata in gara ed ha terminato al 13º posto.
Naoko Takahashi è la prima atleta giapponese di nascita a vincere la maratona alle Olimpiadi.

### Ordine d'arrivo
| Pos. | Atleta                | Nazione                     | Tempo       | Note                                     |
| ---- | --------------------- | --------------------------- | ----------- | ---------------------------------------- |
|      | Naoko Takahashi       | Giappone                    | 2 h 23' 14" | Record olimpico                          |
|      | Lidia Șimon           | Romania                     | 2 h 23' 22" |                                          |
|      | Joyce Chepchumba      | Kenya                       | 2 h 24' 45" | Miglior prestazione personale stagionale |
| 4    | Esther Wanjiru        | Kenya                       | 2 h 26' 17" |                                          |
| 5    | Madina Biktagirova    | Russia                      | 2 h 26' 33" | Miglior prestazione personale stagionale |
| 6    | Elfenesh Alemu        | Etiopia                     | 2 h 26' 54" |                                          |
| 7    | Eri Yamaguchi         | Giappone                    | 2 h 27' 03" | Miglior prestazione personale stagionale |
| 8    | Ham Bong-Sil          | Corea del Nord              | 2 h 27' 07" | Miglior prestazione personale            |
| 9    | Fatuma Roba           | Etiopia                     | 2 h 27' 38" |                                          |
| 10   | Ren Xiujuan           | Cina                        | 2 h 27' 55" |                                          |
| 11   | Kerryn McCann         | Australia                   | 2 h 28' 37" |                                          |
| 12   | Maura Viceconte       | Italia                      | 2 h 29' 26" |                                          |
| 13   | Tegla Loroupe         | Kenya                       | 2 h 29' 45" |                                          |
| 14   | Irina Bogachova       | Kirghizistan                | 2 h 29' 55" |                                          |
| 15   | Ari Ichihashi         | Giappone                    | 2 h 30' 34" |                                          |
| 16   | Adriana Fernández     | Messico                     | 2 h 30' 51" |                                          |
| 17   | Judit Földing-Nagy    | Ungheria                    | 2 h 30' 54" | Miglior prestazione personale stagionale |
| 18   | Ornella Ferrara       | Italia                      | 2 h 31' 32" |                                          |
| 19   | Christine Clark       | Stati Uniti                 | 2 h 31' 35" | Miglior prestazione personale            |
| 20   | Jong Yong-Ok          | Corea del Nord              | 2 h 31' 40" | Miglior prestazione personale            |
| 21   | Manuela Machado       | Portogallo                  | 2 h 32' 29" |                                          |
| 22   | Nadezhda Wijenberg    | Paesi Bassi                 | 2 h 32' 29" | Miglior prestazione personale stagionale |
| 23   | Lyubov Morgunova      | Russia                      | 2 h 32' 35" |                                          |
| 24   | Sonja Oberem          | Germania                    | 2 h 33' 45" |                                          |
| 25   | Martha Tenorio        | Ecuador                     | 2 h 33' 54" |                                          |
| 26   | Marian Sutton         | Gran Bretagna               | 2 h 34' 33" |                                          |
| 27   | Érika Olivera         | Cile                        | 2 h 35' 07" | Miglior prestazione personale stagionale |
| 28   | Kim Chang-Ok          | Corea del Nord              | 2 h 35' 32" | Miglior prestazione personale stagionale |
| 29   | Alina Gherasim        | Romania                     | 2 h 36' 16" |                                          |
| 30   | Ana Isabel Alonso     | Spagna                      | 2 h 36' 45" |                                          |
| 31   | Colleen De Reuck      | Sudafrica                   | 2 h 36' 48" |                                          |
| 32   | María Portillo Cruz   | Perù                        | 2 h 36' 50" |                                          |
| 33   | Griselda González     | Spagna                      | 2 h 38' 28" |                                          |
| 34   | Oh Mi-Ja              | Corea del Sud               | 2 h 38' 42" |                                          |
| 35   | Susan Hobson          | Australia                   | 2 h 38' 44" |                                          |
| 36   | Gadissie Edatto       | Etiopia                     | 2 h 42' 29" |                                          |
| 37   | Serap Aktaş           | Turchia                     | 2 h 42' 40" |                                          |
| 38   | Daria Nauer           | Svizzera                    | 2 h 43' 00" |                                          |
| 39   | María Luisa Muñoz     | Spagna                      | 2 h 45' 40" |                                          |
| 40   | Iglandini González    | Colombia                    | 2 h 47' 26" |                                          |
| 41   | Gulsara Dadabayeva    | Tagikistan                  | 2 h 51' 03" | Record nazionale                         |
| 42   | Gina Coello           | Honduras                    | 3 h 02' 32" |                                          |
| 43   | Aguida Amaral         | Atleti Olimpici Individuali | 3 h 10' 55" |                                          |
| 44   | Rhonda Davidson-Alley | Guam                        | 3 h 13' 58" |                                          |
| 45   | Sirivanh Ketavong     | Laos                        | 3 h 34' 27" |                                          |
|      | Martha Ernstsdóttir   | Islanda                     | Rit.        |                                          |
|      | Valentina Enachi      | Moldavia                    | Rit.        |                                          |
|      | Marleen Renders       | Belgio                      | Rit.        |                                          |
|      | Elizabeth Mongudhi    | Namibia                     | Rit.        |                                          |
|      | Garifa Kuku           | Kazakistan                  | Rit.        |                                          |
|      | Nicole Carroll        | Australia                   | Rit.        |                                          |
|      | Valentina Egorova     | Russia                      | Rit.        |                                          |
|      | Anuţa Cătună          | Romania                     | Rit.        |                                          |
|      | Claudia Dreher        | Germania                    | NP          |                                          |